# Яків Франк
Яків Франк (івр. יעקב פרנק, при народженні Яків бен Єгуда Лейб (Лейбович), 1726 — 10 грудня 1791) — єврейський релігійний діяч XVIII століття, що проголосив себе Месією. Творець секти свого імені. Прийняв хрещення, рабин
.

## Біографія

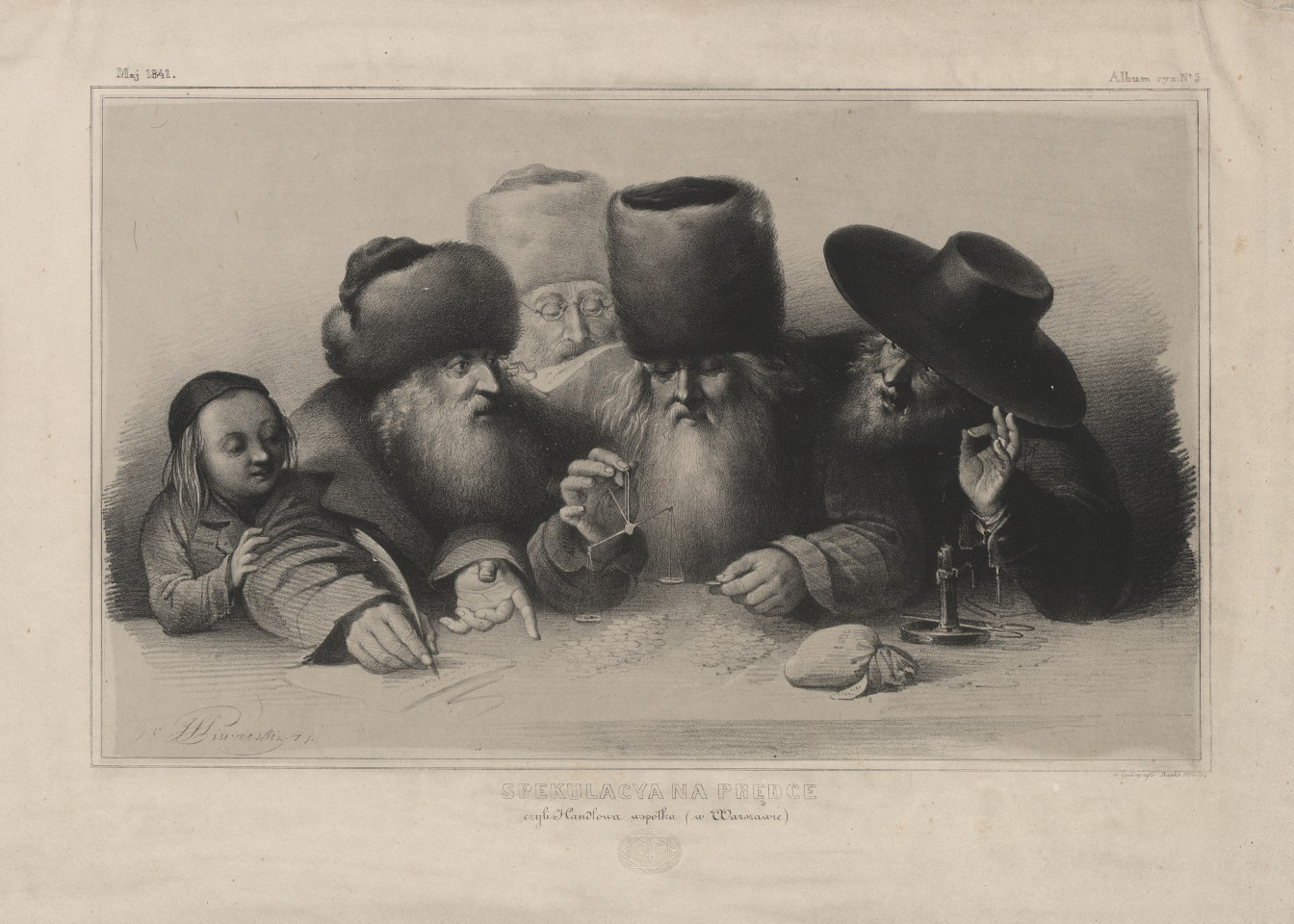

### Ранні роки
Народився у Королівці на Поділлі. Одне з англомовних єврейських джерел стверджує: частина людей помилково вважали, що Королівка — це передмістя Бучача.
Отримав початкову єврейську релігійну освіту в Чернівцях. Згодом родина переїхала до Бухареста.
В 13-річному віці почав займатися торгівлею — спершу як підручний купця, потім самостійно. Нажив статок, 1752 року одружився з 14-річною Ханою, донькою багатого єврейського торгівця з міста Нікопол у Болгарії. Десь через рік він приїхав до Салоників зі своїм шафером, раббі Мордехаєм. Тут він заснував власний дім вчення, вів диспути з єврейськими вченими. Намагався вразити місцевих саббатіанців екстраординарними вчинками на зразок того, як поводився Сабатай Цеві: публічно порушував суботу, сідав на сувій Тори оголеними сідницями тощо.
У січні 1756 року в Лянцкорунь (нині село Зарічанка Хмельницької області) франкісти були спіймані під час здійснення таємного ритуалу — чоловіки співали і танцювали навколо оголеної жінки, яка, на їхнє переконання, символізувала сувій Тори. Там знаходився і Якоб Франк, який був заарештований разом зі своїми послідовниками, але незабаром його випустили як турецького підданого.

### Контакти з денме
Під час ділових поїздок 1745–55 років до Османської імперії (саме там він отримав прізвисько Франк) почав контактувати з місцевими саббатіанцями (денме). У Смирні Яків зустрівся з хахамом Іссахаром з Підгаєць, який посвятив його в саббатіанство.

### Хрещення
17 вересня 1759 р. охрестився в Латинській катедрі Львова, отримав ім'я Йозеф. Обряд провів єпископ-суфраган Самуель Ґловінський, хресні батьки — польний коронний писар Францішек Жевуський і саксонська графиня Анна Брюль.

## Галерея

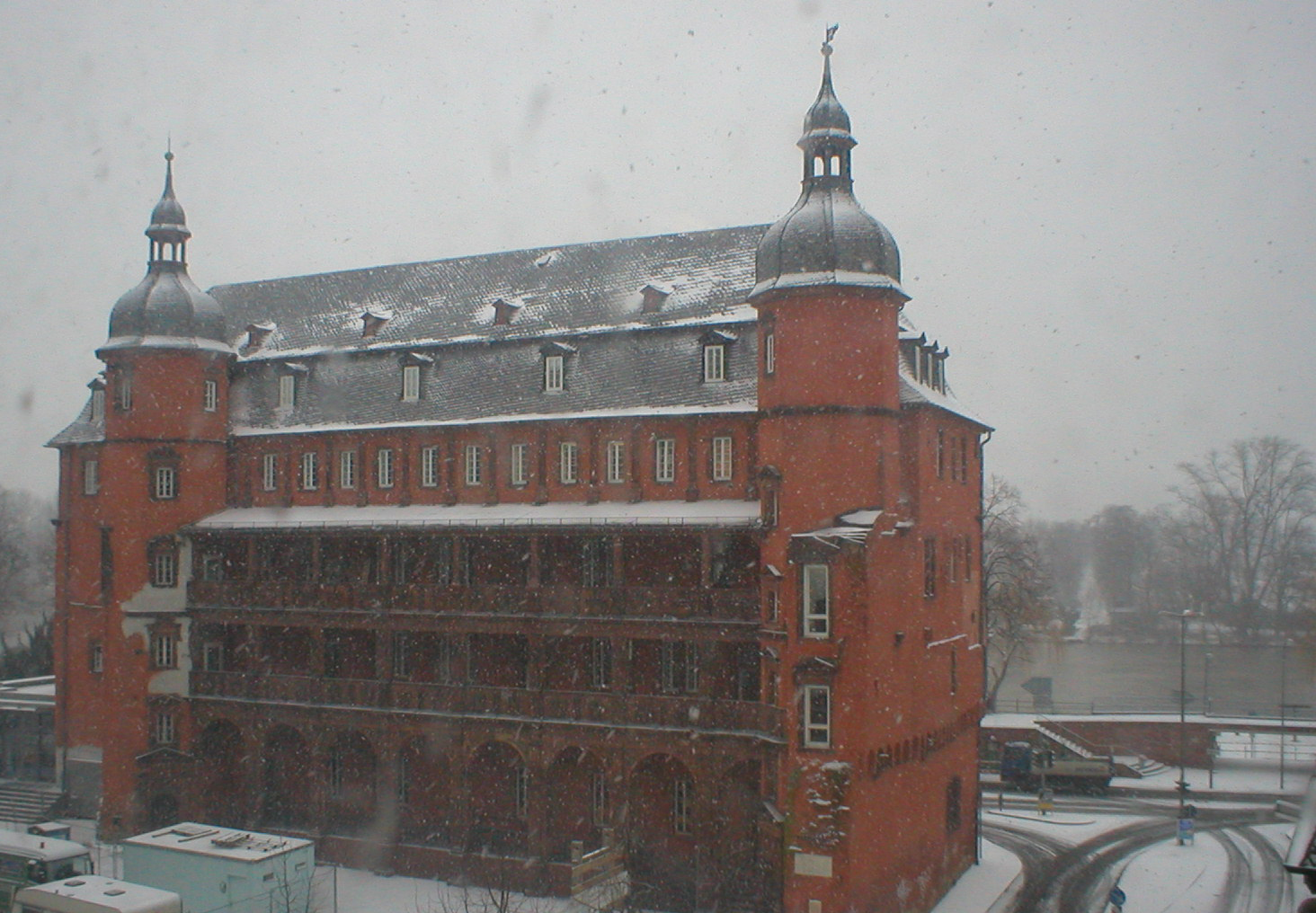
Ізенбурзький замок (Офенбах)
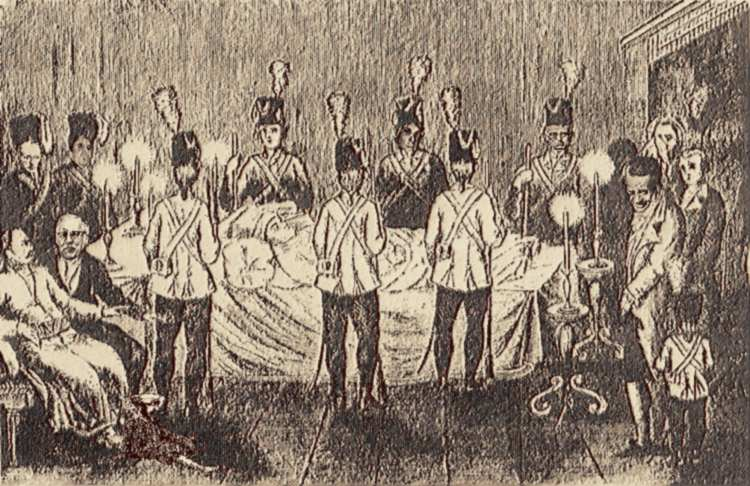
Яків Франк на смертному одрі

## В літературі
Постаті Якова Франка присвячений роман «Книги Якова» (2014) польської письменниці Ольги Токарчук.